# Acoptorrhynchus
Acoptorrhynchus, monotipski rod kukaca iz porodice pipa ili žižaka. jedini predstavnik je A. sus s otoka Nova Gvineja.